# Racing de Casablanca
El Racing Athlétic de Casablanca (en árabe: نادي الرسينغ الرياضي‎) es un club de fútbol profesional de Casablanca, Marruecos. El equipo fue fundado en 1917 como Racing Club du Maroc y juega en la Botola Pro, la primera división del fútbol marroquí. El verde y blanco son sus colores tradicionales y disputa sus partidos en el Stade Père-Jégo.

## Palmarés
- Ligue du Maroc de Football Association: 2

1945, 1954
- GNF 1: 1

1972
Segundo puesto : 1962, 1965
- Coupe du Trône: 1

1968
- GNF 2: 1

2000
- Datos: Q1906329
- Multimedia: Racing de Casablanca / Q1906329